# Georg Wilhelm (Sayn-Wittgenstein-Berleburg)

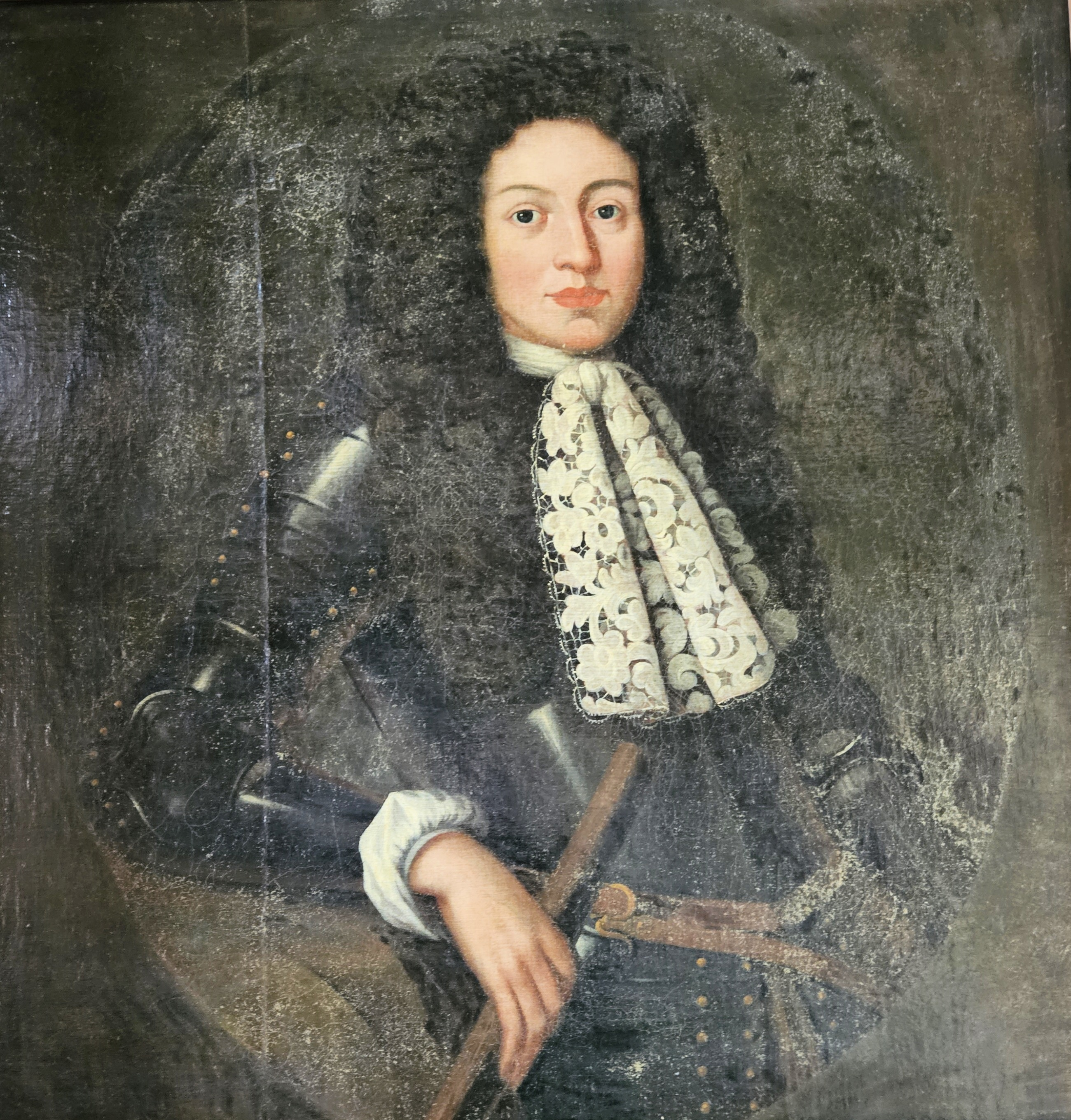
Graf Georg Wilhelm zu Sayn-Wittgenstein-Berleburg (1636–1684), Ölporträt, unbek. Maler, ca. 1660, Provenienz: Schloss Berleburg.

Georg Wilhelm Graf zu Sayn-Wittgenstein-Berleburg (* 28. September 1636 auf Schloss Berleburg; † 6. Mai 1684 Gutshof Homrighausen) war ein deutscher Graf und von 1643 bis 1684 Regent der  Grafschaft Sayn-Wittgenstein-Berleburg.

## Leben

Forsthaus Homrighausen mit Nachfolgebauten (1787), Sterbeort des Grafen Georg Wilhelm 1684.

Georg Wilhelm war der ältere von zwei Söhnen des regierenden Grafen Ludwig Casimir (1598─1643) und seiner Ehefrau Elisabeth Juliane geb. Gräfin zu Nassau-Saarbrücken (1598─1682). Der Berleburger Chronist Johann Daniel Scheffer versäumte, seine Geburt auf Schloss Berleburg zu vermerken, sondern erwähnte ihn erstmals im Alter von vier Jahren. Nach der Ermordung seines Vaters durch marodierende Soldaten fiel ihm im Alter von sechs Jahren das Erbe der Nordgrafschaft in Wittgenstein zu. Der junge Regent stand daher bis zu seiner Volljährigkeit unter der Vormundschaft seiner Mutter, die sie zusammen mit Graf Bernhard zu Sayn-Wittgenstein in Neumagen und Graf Ludwig Henrich zu Nassau ausübte. Über Georg Wilhelms kurzes Leben wurde neben drei geführten Ehen und 15 Nachkommen nur wenig bekannt. 1658 bemühte er sich, das kirchliche Leben in seiner Grafschaft zu verbessern. Jahre danach regelte er persönlich den Kirchgang zu Raumland und Berghausen.

## Familie
Graf Georg Wilhelm war heiratete am 28. September 1657 in erster Ehe die Hugenottin Amélie Marguerite (Amalia Margaretha), geb. Comtesse de la Place (1635─1669), Tochter von François, Vicomte de Machaut und seiner Ehefrau Anna Margarete Freiin von Brederode, einer Schwester des niederländischen Generalfeldmarschalls Johann Wolfart van Brederode (1599–1655), Herrn von Vianen,. Die Heirat fand sechs Wochen nach der Eheschließung von Amélies älterer Schwester Anna Hélène mit dem Grafen Gustav zu Sayn-Wittgenstein-Hohenstein statt.
Aus der Ehe gingen zwei Söhne und fünf Töchter hervor:
- Juliana Margaretha (* 26. April 1659; † 25. März 1735)
- Ludwig Franz (* 17. April 1660; † 25. November 1694)
- Heinrich Moritz (* 19. Juli 1661; † 6. August 1661)
- Albertine Marie (* 29. Januar 1663; † 29. November 1711)
- Amalie Henriette (* 14. Februar 1664; † 9. Februar 1733)
- Charlotte (* 8. Dezember 1665; † 27. November 1698)
- Wilhelmine Philippine (* 8. Februar 1669; † 15. Juli 1724)

Die erste Gattin des Grafen verstarb am 16. Februar 1669 im Alter von 34 Jahren im Kindsbett, nachdem sie neun Tage zuvor von einer Tochter entbunden worden war. Sie wurde – ohne Predigt- in aller Stille beerdigt, nachdem ihr Ehemann darauf bestand.
Am 13. November 1669 heiratete Georg Wilhelm seine zweite Frau, Sophia Elisabeth geb. Gräfin zu Wied (* 8. November 1651; † 1. März 1673), einer Tochter aus erster Ehe des Grafen Friedrich III und mit Gräfin Marie Juliane zu Leiningen-Westerburg. Sie gebar ihm einen Sohn und zwei Töchter:
- Friedrich Georg (* 5. Februar 1671; † 19. März 1671)
- Sophie Elisabeth (* 4. Januar 1672; † 7. August 1672)
- Sophie Elisabeth (* 24. Februar 1673;  † 8. Juni 1696)

Die zweite Gattin starb am 1. März 1673 im Alter von 21 Jahren ebenfalls im Kindsbett.
Georg Wilhelm ging nach dem Tod der zweiten Gattin am 24. Juni 1674 eine weitere Ehe ein mit Charlotte Amalia geb. Gräfin von Ysenburg-Offenbach-Birstein (* 31. August 1651; † 6. April 1725), einer Tochter des Johann-Ludwig von Ysenburg-Büdingen, Graf von Ysenburg-Offenbach und Ysenburg-Birstein. Aus dieser dritten Ehe gingen fünf Töchter hervor:
- Sophie Juliane (* 8. März 1675; † 4. Dezember 1677)
- Johannetta (* 26. März 1677)
- Ferdinande (* 24. Juni 1678)
- Concordia Luise (*/† 10. März 1680)
- Friederike Wilhelmine Charlotte (* 23. Juni 1684; † 26. Juni 1731)

Graf Georg Wilhelm starb am 6. Mai 1684 im Alter von 47 Jahren auf dem gräflichen Hofgut Homrighausen, etwa vier Kilometer nördlich des Schlosses Berleburg. Am 5. Juni 1684 verstarb Gräfin Anna Magdalena, eine Tante des Grafen Georg Wilhelm im Alter von 81 Jahren. Beide wurden am 12. Juni des Jahres in der Gruft der ev. Kirche beigesetzt. Georg Wilhelms Nachfolger in der Regentschaft wurde der älteste Sohn Ludwig Franz (1660─1694).